# Isaiah Thomas
Isaiah Jamar Thomas (Tacoma, Washington; 7 de febrero de 1989) es un jugador de baloncesto estadounidense que pertenece a la plantilla de los Salt Lake City Stars de la G League. Con 1,75 metros de estatura juega en la posición de base.

## Trayectoria deportiva

### Universidad

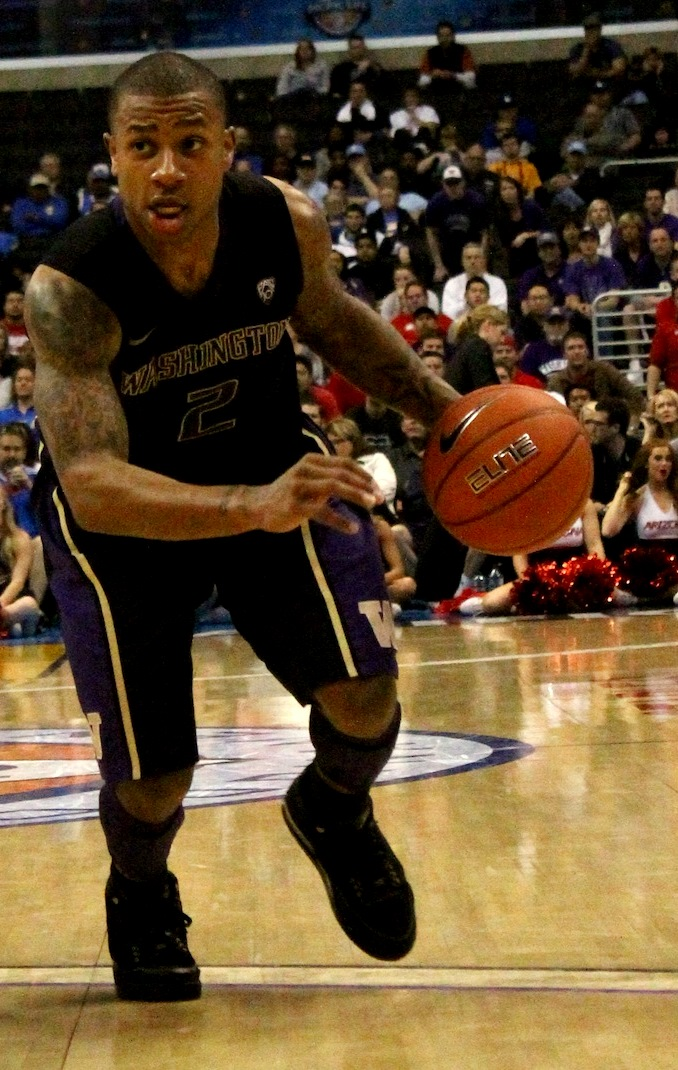
Thomas con los Washington Huskies en 2011.

Jugó durante tres temporadas con los Huskies de la Universidad de Washington, en las que promedió 16,4 puntos, 3,5 rebotes y 4,0 asistencias por partido. En su primera temporada fue elegido como novato del año de la Pacific Ten Conference, tras promediar 15,5 puntos y 3,0 rebotes por partido, logrando su mejor anotación ante Morgan State, con 27 puntos.
En su segunda temporada mejoró sus estadísticas hasta los 16,9 puntos y 3,9 rebotes por partido, siendo incluido en el mejor quinteto de la conferencia. Al año siguiente lideró al equipo en puntos, asistencias y robos de balón, siendo nuevamente elegido en el mejor quinteto de la Pacific-10. Acabó con el segundo mayor número de asistencias de la historia de su universidad, con 213, por detrás de las 219 de Will Conroy en 2005, ocupando el puesto 12 en este apartado a nivel nacional.
En el mes de marzo de 2011 anunció su decisión de renunciar a su última temporada como universitario para entrar en el Draft de la NBA.

#### Estadísticas
| Año     | Equipo     | PJ  | PT  | MPP  | %TC  | %3P  | %TL  | RPP | APP | ROB | TPP | PPP  |
| ------- | ---------- | --- | --- | ---- | ---- | ---- | ---- | --- | --- | --- | --- | ---- |
| 2008–09 | Washington | 35  | 34  | 28.4 | .418 | .291 | .686 | 3.0 | 2.6 | 1.1 | .1  | 15.5 |
| 2009–10 | Washington | 35  | 35  | 31.1 | .415 | .327 | .732 | 3.9 | 3.2 | 1.1 | .1  | 16.9 |
| 2010–11 | Washington | 35  | 35  | 31.9 | .445 | .349 | .719 | 3.5 | 6.1 | 1.3 | .1  | 16.8 |
| Total   | Total      | 105 | 104 | 30.5 | .426 | .322 | .736 | 3.5 | 4.0 | 1.2 | .1  | 16.4 |

### Profesional

#### Sacramento Kings

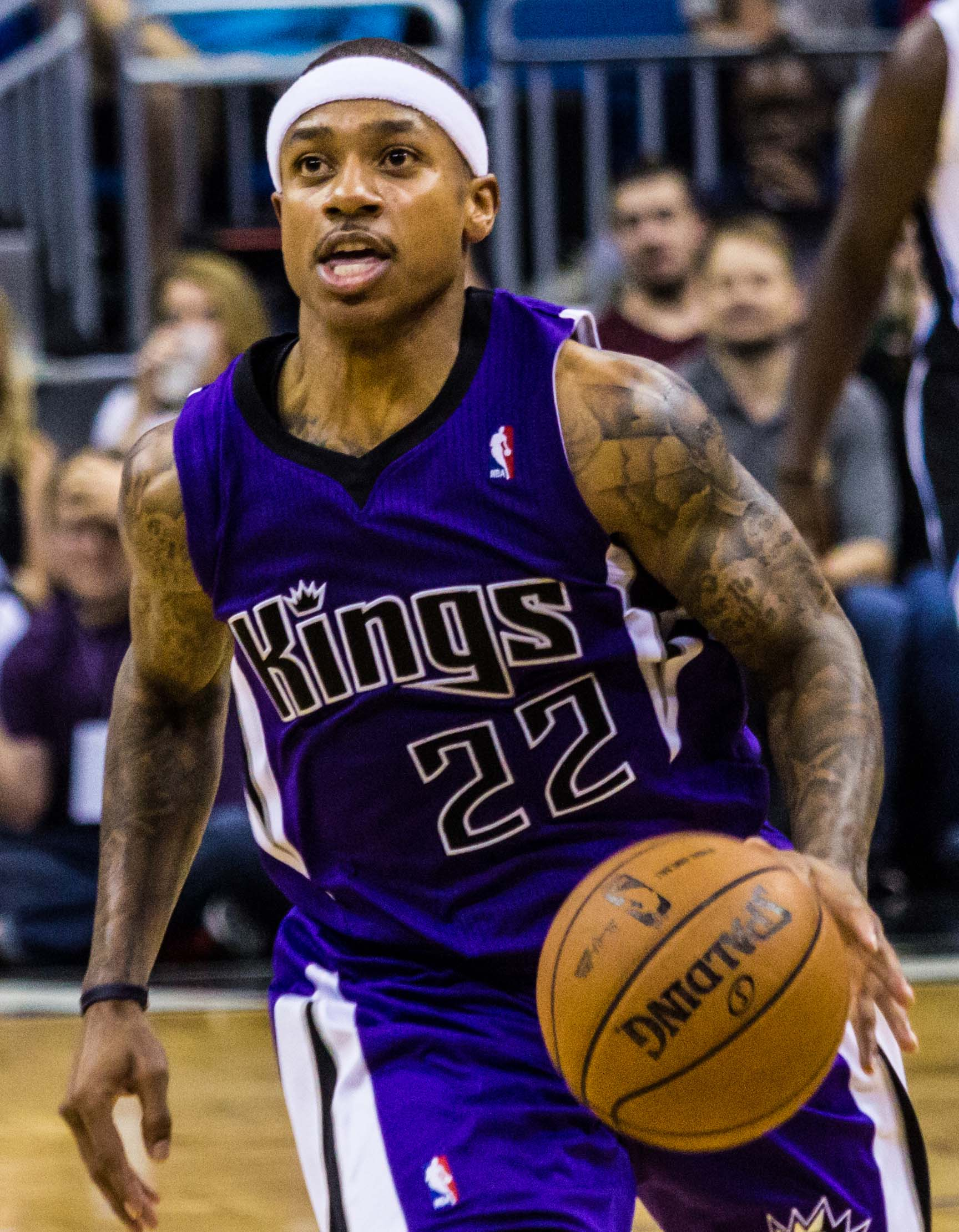
Thomas con Sacramento Kings en 2013.

Fue elegido en la sexagésima posición del Draft de la NBA de 2011 por Sacramento Kings. debutando en la liga el 26 de diciembre ante Los Angeles Lakers, logrando 5 puntos y 2 asistencias. El 19 de febrero de 2012, Thomas registró su primer doble-doble con 23 puntos y 11 asistencias contra los Cleveland Cavaliers.
El 1 de marzo de 2012, Thomas fue nombrado Rookie del Mes de la NBA de febrero de la Conferencia Oeste, tras promediar 12,2 puntos y 4,4 asistencias por partido en febrero. Esta es la primera vez que alguien fue elegido en el último puesto en el draft de la NBA gana el premio Rookie del Mes de la NBA. El 2 de abril de 2012, Thomas fue nuevamente nombrado Rookie del Mes de la NBA de la Conferencia Oeste tras promediar 13,6 puntos y 4,9 asistencias por partido en el mes de marzo. Thomas también fue nombrado en el Segundo Mejor Quinteto de Rookies de la NBA y terminó séptimo en la votación por el premio Rookie del Año de la NBA.
El 19 de enero de 2014, anotó lo que era su récord personal de 38 puntos en la derrota ante los Oklahoma City Thunder. Cinco días después, igualó este total contra los Indiana Pacers. El 18 de marzo de 2014, registró el primer triple-doble de su carrera con 24 puntos, 11 asistencias y 10 rebotes en una victoria en la prórroga 117 por 111 contra los Washington Wizards.

#### Phoenix Suns
El 12 de julio de 2014, Thomas fue adquirido por los Phoenix Suns en un acuerdo de "firma y traspaso" que también envió los derechos de Alex Oriakhi a los Kings.

#### Boston Celtics

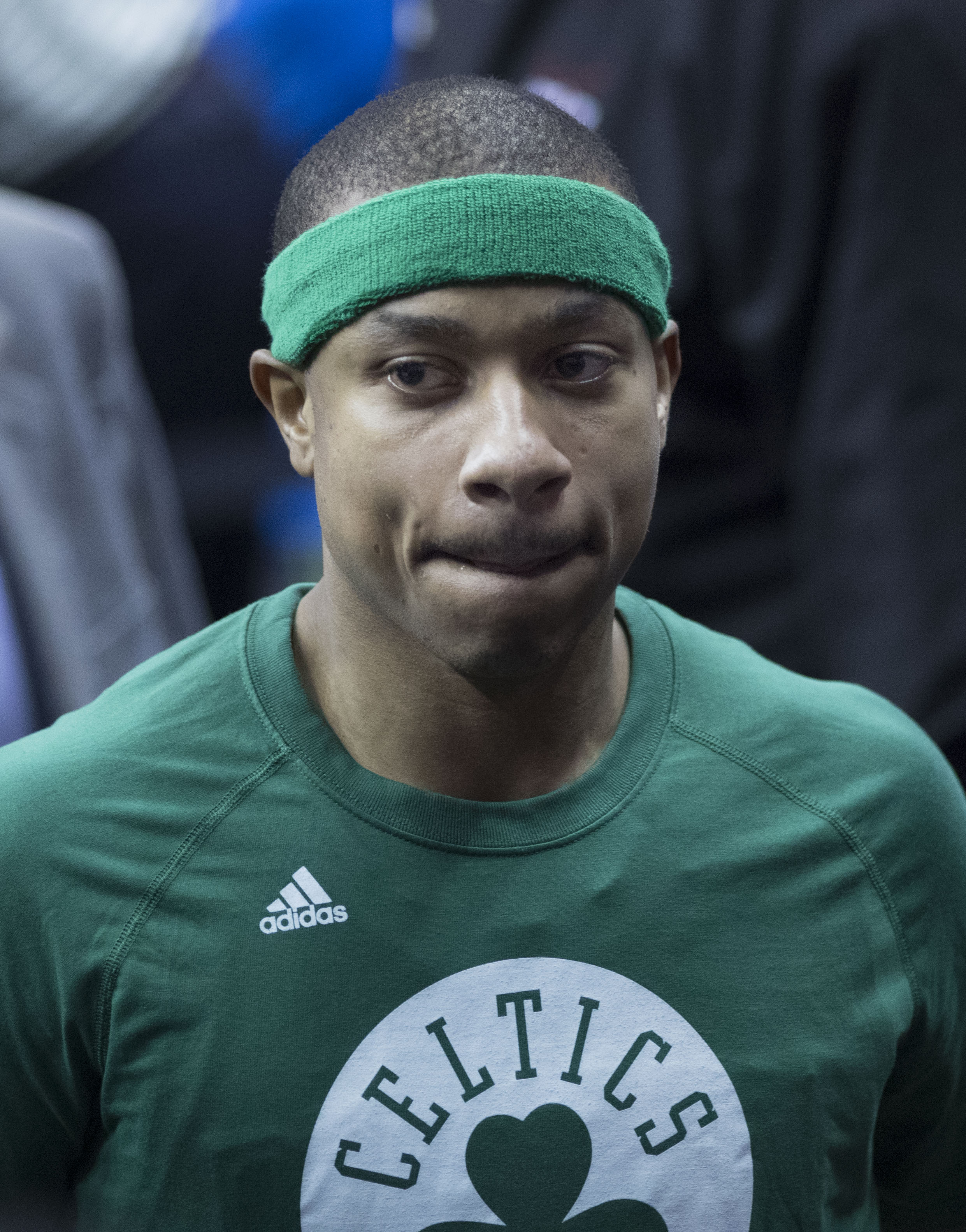
Thomas con los Celtics en 2017.

El 19 de febrero de 2015, Thomas fue traspasado a los Boston Celtics a cambio de Marcus Thornton y una selección de primera ronda de 2016. Tres días más tarde hizo su debut con los Celtics con los que registró 21 puntos y 5 rebotes en su derrota por 111-118 ante Los Angeles Lakers.
El 2 de marzo y el 13 de abril, fue nombrado Jugador de la Semana de la Conferencia Este por los partidos disputados entre el 23 de febrero al 1 de marzo y del 6 al 12 de abril.
El 28 de enero de 2016 fue nombrado jugador reserva para el All-Star Game de Toronto, siendo este su primer All-Star.
El 30 de diciembre de 2016, logró la mayor anotación de su carrera, con 52 puntos (29 de ellos en el último cuarto, récord de los Boston Celtics) contra los Miami Heat.
El 2 de febrero de 2017 fue elegido jugador del mes de la NBA.
Thomas se lastimó la espalda en un partido contra Minnesota Timberwolves en temporada regular, y su lesión empeoró en las Semifinales de Conferencia contra los Washington Wizards, donde el 2 de mayo de 2017, en el segundo partido de la serie, Thomas anotó 53 puntos, pero en las Finales de Conferencia fue descartado por la lesión.

#### Cleveland Cavaliers
El 23 de agosto de 2017, Thomas es traspasado junto a Jae Crowder, Ante Žižić y varias rondas del draft a los Cleveland Cavaliers a cambio de Kyrie Irving. No debutaría con el uniforme de los Cavs hasta el 2 de enero de 2018, en un partido ante Portland Trail Blazers en el cual saliendo desde el banquillo logró 17 puntos y 3 asistencias en solo 19 minutos en cancha.

#### Los Angeles Lakers
El 8 de febrero de 2018 fue traspasado a Los Angeles Lakers junto con Channing Frye y la primera ronda de los Cleveland Cavaliers en el Draft de 2018, a cambio de Jordan Clarkson y Larry Nance Jr..

#### Denver Nuggets
En julio de 2018 aceptó la oferta por una temporada y el salario mínimo para un veterano en los Denver Nuggets.

#### Washington Wizards
El 1 de julio de 2019, firma un contrato por 1 año con Washington Wizards. Tras 40 partidos en Washington (37 de ellos como titular), el 6 de febrero de 2020 es traspasado, junto a Marcus Morris a Los Angeles Clippers a cambio de Moe Harkless, pero, dos días después, es cortado por los Clippers.

#### New Orleans Pelicans
El 2 de abril de 2021, firma un contrato de 10 días con New Orleans Pelicans.

#### G League, Lakers y Mavs
En diciembre de 2021, firma contrato con la liga G League, para disputar el evento NBA G League Showcase disputado entre el 19 y 22 de diciembre en Las Vegas. Finalmente, el 13 de diciembre, se unió a los Grand Rapids Gold, debutando el 15 de diciembre con 42 puntos y 8 asistencias ante Fort Wayne Mad Ants.
Al día siguiente, el 16 de diciembre, se anuncia su contratación por 10 días con Los Angeles Lakers. Debutó al día siguiente, en la derrota ante Minnesota Timberwolves, siendo máximo anotador de su equipo con 19 puntos saliendo desde el banquillo.
El 29 de diciembre de 2021, Thomas firmó un contrato de 10 días con los Dallas Mavericks, debutando esa misma noche ante los Sacramento Kings, logrando 6 puntos y 4 asistencias.
El 15 de febrero de 2022, los Grand Rapids Gold de la NBA G League volvieron a adquirir a Thomas después de su paso por la NBA.

#### Charlotte Hornets
El 1 de marzo de 2022, consigue un contrato de 10 días con Charlotte Hornets, regresando a la NBA. Debutó al día siguiente ante Cleveland Cavaliers logrando 10 puntos, 5 rebotes y 3 asistencias en 14 minutos en pista. El 12 de marzo firma otro contrato de 10 días, y el 22 de marzo hasta final de temporada.
A pesar de no tener equipo y de no disputar ningún encuentro de la temporada 2022-23, el 4 de mayo de 2023, expresó su deseo de seguir jugando y espera encontrar equipo y poder hacerlo en la 2023-24.

#### Salt Lake City Stars y Phoenix Suns
Tras casi dos años inactivo, el 6 de marzo de 2024 fichó por los Salt Lake City Stars de la G League. Disputó cuatro encuentros, en los que promedió 32,5 puntos por partido, y el 17 de marzo firma un contrato de 10 días con Phoenix Suns. El 30 de marzo consigue otro contrato de 10 días, y el 9 de abril firma hasta final de temporada.
Tras no encontrar equipo al inicio de temporada, el 28 de enero de 2025, regresa a los Salt Lake City Stars. Anota 40 puntos ensu primer encuentro ante Valley Suns.

## Estadísticas de su carrera en la NBA

### Temporada regular
| Año      | Equipo      | PJ  | PT  | MPP  | %TC  | %3P  | %TL   | RPP | APP | ROB | TPP | PPP  |
| -------- | ----------- | --- | --- | ---- | ---- | ---- | ----- | --- | --- | --- | --- | ---- |
| 2011-12  | Sacramento  | 65  | 37  | 25.5 | .448 | .379 | .832  | 2.6 | 4.1 | .8  | .1  | 11.5 |
| 2012-13  | Sacramento  | 79  | 62  | 26.9 | .440 | .358 | .882  | 2.0 | 4.0 | .8  | .0  | 13.9 |
| 2013-14  | Sacramento  | 72  | 54  | 34.7 | .453 | .349 | .850  | 2.9 | 6.3 | 1.3 | .1  | 20.3 |
| 2014-15  | Phoenix     | 46  | 1   | 25.7 | .426 | .391 | .872  | 2.4 | 3.7 | 1.0 | .1  | 15.2 |
| 2014-15  | Boston      | 21  | 0   | 26.0 | .411 | .345 | .861  | 2.1 | 5.4 | .6  | .0  | 19.0 |
| 2015-16  | Boston      | 82  | 79  | 32.2 | .427 | .359 | .871  | 3.0 | 6.2 | 1.1 | .1  | 22.2 |
| 2016-17  | Boston      | 76  | 76  | 33.8 | .463 | .379 | .909  | 2.7 | 5.9 | .9  | .2  | 28.9 |
| 2017-18  | Cleveland   | 15  | 14  | 27.1 | .361 | .253 | .868  | 2.1 | 4.5 | .6  | .1  | 14.7 |
| 2017-18  | L.A. Lakers | 17  | 1   | 26.8 | .383 | .327 | .921  | 2.1 | 5.0 | .4  | .1  | 15.6 |
| 2018-19  | Denver      | 12  | 0   | 15.1 | .343 | .279 | .630  | 1.1 | 1.9 | .4  | .1  | 8.1  |
| 2019-20  | Washington  | 40  | 37  | 23.1 | .403 | .413 | .816  | 1.7 | 3.7 | .3  | .2  | 12.2 |
| 2020-21  | New Orleans | 3   | 0   | 16.0 | .333 | .250 | 1.000 | 1.3 | 1.7 | .3  | .0  | 7.7  |
| 2021-22  | L.A. Lakers | 4   | 1   | 25.3 | .308 | .227 | .727  | 2.0 | 1.5 | .0  | .5  | 9.3  |
| 2021-22  | Dallas      | 1   | 0   | 13.0 | .375 | .000 | –     | .0  | 4.0 | .0  | .0  | 6.0  |
| 2021-22  | Charlotte   | 17  | 0   | 12.9 | .433 | .397 | .933  | 1.2 | 1.4 | .4  | .2  | 8.3  |
| 2023-24  | Phoenix     | 6   | 0   | 3.2  | .300 | .500 | -     | .0  | .5  | .0  | .0  | 1.3  |
| Total    | Total       | 556 | 362 | 28.0 | .434 | .363 | .872  | 2.4 | 4.8 | .8  | .1  | 17.5 |
| All-Star | All-Star    | 2   | 0   | 19.0 | .423 | .333 | 1.000 | 2.0 | 2.0 | .5  | 0   | 14.5 |

### Playoffs
| Año   | Equipo  | PJ | PT | MPP  | %TC  | %3P  | %TL  | RPP | APP | ROB | TPP | PPP  |
| ----- | ------- | -- | -- | ---- | ---- | ---- | ---- | --- | --- | --- | --- | ---- |
| 2015  | Boston  | 4  | 0  | 29.8 | .333 | .167 | .969 | 3.0 | 7.0 | .8  | .0  | 17.5 |
| 2016  | Boston  | 6  | 6  | 36.7 | .395 | .283 | .809 | 3.0 | 5.0 | .7  | .8  | 24.2 |
| 2017  | Boston  | 15 | 15 | 34.7 | .425 | .333 | .820 | 3.1 | 6.7 | .9  | .1  | 23.3 |
| 2024  | Phoenix | 1  | 0  | 3.6  | .000 | .000 | —    | .0  | .0  | .0  | .0  | .0   |
| Total | Total   | 26 | 21 | 33.2 | .404 | .301 | .842 | 3.0 | 6.1 | .8  | .3  | 21.7 |

## Vida personal
Su hermana, Chyna, falleció en accidente de coche en la Interestatal 5, en Federal Way (Washington), el 15 de abril de 2017, justo antes de la primera ronda de playoffs ante Chicago Bulls.
Isaiah y su mujer, Kayla, tienen dos hijos y una hija.
En mayo de 2024 aseguró, en sus redes sociales, que había sufrido un intento de atraco perpetrado, supuestamente, por un niño pequeño con un fusil AK-47. Al parecer, según él mismo contó, finalmente el niño le reconoció y todo se solucionó. A las pocas horas el propio Isaiah borró el tweet.